# Belinda Carlisle
Belinda Carlisle (født Belinda Jo Kerzeskhi Carlisle 17. august 1958 i Hollywood, Californien, USA) er en amerikansk sangerinde, der er bedst kendt for hittet Heaven is a Place on Earth fra 1987. Ved siden af sin solokarriere har hun siden 1978 været forsanger i kvinde-bandet The Go-Go's.
I forbindelse med præsidentvalget i USA 2008 har Carlisle tilkendegivet, at hun støtter den demokratiske kandidat Barack Obama.
Privat har hun siden 1996 været bosiddende i Antibes i det sydøstlige Frankrig.

## Soloalbums
- 1986: Belinda
- 1987: Heaven on earth
- 1989: Runaway horses
- 1991: Live your life be free
- 1992: The greatests hits
- 1993: Real
- 1996: A woman & a man
- 2007: Voilà